# حياس (أرحب)

تعديل مصدري - تعديل

حياس هي إحدى قرى عزلة المنصور بمديرية أرحب التابعة لمحافظة صنعاء، بلغ تعداد سكانها 457 نسمة حسب تعداد اليمن لعام 2004.